# Pandemia de COVID-19 en Arabia Saudita
El primer caso de la pandemia de COVID-19 en Arabia Saudita se confirmó el 2 de marzo de 2020, cuando el Ministerio de Salud confirmó el primer caso en el reino. El 22 de enero, una enfermera en Arabia Saudita fue detectada con la nueva cepa del COVID-19. Se informó de que, tras realizar un diagnóstico a 100 enfermeras, solo una de ellas dio positivo al COVID-19. Para el 8 de abril, hasta 150 miembros de la familia real saudita habían dado positivo. El sobrino del rey, Faisal bin Bandar Al Saud, fue ingresado en la unidad de cuidados intensivos en un hospital de élite por complicaciones de coronavirus.
Hasta el 21 de febrero de 2022, se contabiliza la cifra de 739,344 casos confirmados, 8,984 fallecidos y 711,556 pacientes recuperados del virus.

## Cronología

Casos de COVID-19 en Arabia Saudita a lo largo del tiempo

Para más información: Cronología de la pandemia de enfermedad por coronavirus de 2019-2020

### Marzo de 2020
- El 2 de marzo de 2020, Arabia Saudita confirmó su primer caso, un ciudadano saudí que regresaba de Irán a través de Baréin.[4]

- El 4 de marzo, Arabia Saudita informó la existencia de un segundo caso de coronavirus, un acompañante del primero, que cruzó la carretera desde Baréin sin revelar que había visitado Irán.[5]

- El 5 de marzo, el Ministerio de Salud de Arabia Saudita anunció tres casos nuevos de coronavirus; dos de ellos son una pareja que viajó desde Irán a través de Kuwait y el tercero, otro compañero del primer y segundo caso.[6]

- El 7 de marzo, el Ministerio de Salud anunció dos casos más, ambos se tratan de mujeres. Una viajó desde Irán a través de Baréin y la otra desde Náyaf, Irak a través de los Emiratos. Ninguna de las dos les comunicó a las autoridades dónde habían estado y, por lo tanto, se les dejó entrar.[7]

- El 8 de marzo, el Ministerio de Salud anunció 4 casos más. Tres de los cuatro pacientes son ciudadanos que estuvieron en contacto con los casos contagiados que habían llegado de Irán, y el cuarto caso es un ciudadano que llegó de Irán a través de los Emiratos Árabes Unidos.[8]

- El 9 de marzo, las autoridades saudíes anunciaron el descubrimiento de otros cuatro casos nuevos de coronavirus. Los casos nuevos incluyen a un ciudadano saudí, dos bahreiníes y un estadounidense. Todos los casos nuevos fueron puestos en cuarentena en Qatif y Riad.[9]
- El 10 de marzo, el Ministerio de Salud anunció 5 casos más, elevando el total a 20 personas contagiadas.[10]

- El 11 de marzo, el Ministerio de Salud anunció 1 caso más, un egipcio.[11] Ese mismo día, el Ministerio anunció 24 casos adicionales, 21 de los cuales son egipcios que habían estado en contacto con una persona que previamente había dado positivo, llevando el total del país a 45.[12]

- El 12 de marzo, el Ministerio de Salud saudí anunció 17 casos nuevos de Coronavirus, COVID-19, elevando el total en el Reino a 62.[13]
- El 13 de marzo, el Ministerio de Salud saudí anunció 24 casos nuevos, lo que elevó el total en Arabia Saudita a 86.[14]

- El 14 de marzo, el Ministerio de Salud saudí anunció 17 casos nuevos, lo que elevó el total en Arabia Saudita a 103.[15]
- El 15 de marzo, el Ministerio de Salud saudí anunció 15 casos nuevos, lo que elevó el total en Arabia Saudita a 118.[16]
- El 16 de marzo, el Ministerio de Salud saudí anunció 15 casos nuevos, lo que elevó el total en Arabia Saudita a 133.[17]
- El 17 de marzo, el Ministerio de Salud saudí anunció 38 casos nuevos, elevando el total en Arabia Saudita a 171.[18]
- El 18 de marzo, el Ministerio de Salud saudí anunció 67 casos nuevos, 6 de los cuales son niños, elevando el total en el Reino a 238.[19] El ministerio también anunció que otros 6 casos se habían recuperado.
- El Ministerio de Salud de Arabia Saudita anunció 36 casos nuevos de coronavirus el jueves 19 de marzo. El ministerio dijo que el número total de casos de coronavirus en el reino había llegado a 274.[20] Dos casos más se recuperaron, lo que elevó el total de casos recuperados a 8. Hasta el momento, no se han reportado muertes.
- El 20 de marzo, el Reino de Arabia Saudita reportó 70 casos nuevos de Coronavirus. El Ministerio de Salud del Reino de Arabia Saudita (KSA) anunció el monitoreo y registro de los 70 casos nuevos de Coronavirus (COVID-19), elevando el total en Arabia Saudita a 344.[21] En una declaración anunciada aquí por la noche, el ministerio declaró que entre los nuevos contagios (11) se encontraban casos provenientes de: Marruecos, India, Jordania, Filipinas, Gran Bretaña, los Emiratos y Suiza. Los 11 casos fueron aislados directamente de los aeropuertos a los hospitales, en cuarentena (aislamiento sanitario), demostrando efectividad en el manejo de la transmisión de la infección, además, hay un caso de un profesional de la salud, en Riad.[22]
- El 21 de marzo, Arabia Saudita anuncia 48 casos nuevos de Coronavirus (COVID-19), alcanzando un total de 392.[23] Cualquier persona preocupada por el virus, o que quiera más información sobre el mismo y las precauciones que se pueden tomar, puede contactar con el centro de servicios del ministerio a través del número gratuito, 937. Sólo se puede confiar en las fuentes oficiales para obtener información precisa, añadió el ministerio.

- El 22 de marzo, el Ministerio de Salud saudí anunció 119 casos nuevos, elevando el total en Arabia Saudita a 511.
- El 23 de marzo, el Ministerio de Salud saudí anunció 51 casos nuevos, llevando el total en Arabia Saudita a 562.

### Diciembre de 2020
- El 10 de diciembre, la autoridad de Alimentos de Arabia Saudita aprobó la vacuna de Pfizer, siendo uno de los primeros países en aprobar una vacuna.[24]
- El 15 de diciembre, el gobierno de Arabia Saudita anunció que el plan de vacunación se llevaría a cabo en tres etapas: En la primera, se daría prioridad a las personas mayores de 65 años, las personas con enfermedades crónicas y quinees tienen un alto riego de infección, como el personal sanitario; en la segunda, los mayores de 50 años y en la tercera todos los demás. Todas las personas debían registrarse en una plataforma proveída por el gobierno.[25] Además, se anunció que sería gratuita para todos los ciudadanos y residentes en el país.[26]
- El 16 de diciembre, el país recibió su primer cargamento de vacunas;[27] para entonces ya se habían registrado más de 150.000 personas.[28]
- El 17 de diciembre, el Ministerio de Salud comenzó la vacunación . El ministro de Salud, Tawfiq al-Rabiah, fue de los primeros en recibir la vacuna.[29][30]

## Reacciones

### Sitios sagrados
El 27 de febrero de 2020, Arabia Saudita anunció la suspensión temporal de la entrada a las personas que quisieran realizar la peregrinación del Umrah a La Meca o visitar la Mezquita del Profeta en Medina, al igual que a los turistas. La regla también se extendió a los visitantes que viajan de países donde el SARS-CoV-2 suponía un riesgo.
El 5 de marzo, Arabia Saudita anunció nuevas medidas de precaución con respecto a la Gran Mezquita de La Meca y la Mezquita del Profeta, entre las cuales figura el temporal cierre diario de la Gran Mezquita para fines de esterilización.
El 19 de marzo, Arabia Saudita suspendió la realización de las oraciones diarias y las oraciones semanales de los viernes dentro y fuera de los muros de las dos mezquitas en La Meca y Medina para limitar la propagación del coronavirus.
El 20 de marzo, Arabia Saudita suspendió la entrada y las oraciones al público en general en las dos Mezquitas Sagradas en La Meca y Medina con el fin de limitar la propagación del coronavirus.

### Evacuación
El 2 de febrero, 10 estudiantes saudíes fueron evacuados de Wuhan y trasladados al país. Al día siguiente se anunció que sus pruebas iniciales dieron negativo para el COVID-19. Sin embargo, se les mantuvo en cuarentena por dos semanas adicionales antes de permitirles regresar a sus casas.

### Movilidad y transporte
El 6 de febrero, Arabia Saudita anunció la prohibición de viajar a China a los ciudadanos y residentes.
Arabia Saudita suspendió los vuelos directos entre el reino y China desde el 2 de febrero de 2020.
El 20 de marzo, el Ministerio de Interior suspendió los vuelos nacionales, trenes, autobuses y taxis durante 14 días con el fin de detener la propagación del COVID-19. La nueva medida entró en marcha a las 6 a. m. (hora estándar de Arabia) el sábado 21 de marzo de 2020.

### Control de aduanas
El 28 de febrero, el ministro de Relaciones Exteriores de Arabia Saudita anunció la suspensión temporal de la entrada de ciudadanos del Consejo de Cooperación para los Estados Árabes del Golfo (CCG) a La Meca y Medina. Los ciudadanos del CCG que hubieran estado en Arabia Saudita por más de 14 días continuos y no mostraran ningún síntoma de COVID-19 serían excluidos de esta regla.

### Áreas en cierre
El 8 de marzo, el Gobierno de Arabia Saudita anunció que suspendería temporalmente todos los transportes que entran y salen de Qatif en su costa oriental, sin embargo, se les permitirá a los residentes de Qatif entrar al territorio. Se informó de que se habían colocado bloques de cemento como barreras en la carretera principal que conduce a la zona. El Ministerio de Interior del país declaró que todos los individuos con casos confirmados en el país eran de Qatif.

### Otras medidas
El 7 de marzo, el Ministerio de Deportes saudí anunció que todas las competencias deportivas se llevarían a cabo a puerta cerrada. Además, el Ministerio también anunció que los Juegos Olímpicos saudíes de 2020, que estaba programada desde el 23 de marzo al 1 de abril, quedaron suspendidos hasta nuevo aviso. El 14 de marzo, el Ministerio anunció que todas las competencias deportivas se suspenderían hasta nuevo aviso, al igual que el cierre de todos los estadios, centros deportivos y gimnasios.
El 8 de marzo, el Ministerio de Educación saudí anunció que las escuelas y universidades estarían cerradas en Arabia Saudí a partir del lunes para controlar la propagación del coronavirus. La decisión incluye a todas las instituciones educativas, tanto públicas como privadas, e instituciones de formación técnica y profesional.
El 14 de marzdita anunció que cerraría todos los parques de diversiones y zonas de entretenimiento en los centros comerciales y que incluso esterilizaría y ventilaría todos los restaurantes. Además, el Ministerio también anunció que prohibiría todos los eventos sociales, entre ellos los funerales y las bodas.
El 15 de marzo, el Ministerio anunció el cierre de todos los centros comerciales, restaurantes, cafeterías y parques públicos, con la excepción de las farmacias y los supermercados.